# NGC 1730
NGC 1730 este o galaxie spirală situată în constelația Iepurele. A fost descoperită în 14 noiembrie 1885 de către Lewis A. Swift.